# سنگ‌نوشته نمای جنوبی کاخ تچر
سنگ‌نوشته نمای جنوبی کاخ تچر در تخت جمشید نمای جنوبی کاخ تچر در سه لوح در فواصل مساوی که مزین به نقوش برجسته بوده و راه پله اصلی کاخ بر طرفین آن واقع است، قرار دارد.